# CARAC2
CARAC2, anciennement One TV, est une chaîne de télévision privée suisse romande, détenue par Media One Group, un groupe média actif principalement en région lémanique (cantons de Genève et de Vaud).

## Historique de la chaîne
One TV est une déclinaison de la chaîne de radio One FM qui a son siège à Genève. La chaîne a débuté la diffusion de ses émissions le 3 février 2016.
Elle a été créée en simultané avec LFM TV afin de développer les marques du groupe Media One Group qui détient notamment les deux stations de radio homonymes.
En septembre 2023, One TV devient CARAC2. La chaîne reste visible sur les mêmes canaux et un nouveau site web (carac.tv) est créé pour regarder le live et les replays.

## Financement
Les programmes sont entièrement financés par la publicité et gérés par la société Media One Contact SA qui commercialise les espaces publicitaires pour les radios One FM, LFM ainsi que NRJ Léman et Nostalgie Léman.

## Organisation
En 2016, le directeur de la chaîne est Alexandre de Raemy et son siège se trouve à Genève.

## Diffusion
La chaîne est diffusée sur le câble en analogique (UPC Cablecom) dans le bouquet francophone. Elle est également diffusée via Swisscom TV et sur internet en streaming sur son site.
La chaîne est diffusée sur la TNT Grand Genève sur la 4 (Canal UHF 34) depuis le 12 juin 2020.

## Programmes
La chaîne est une déclinaison de la radio One FM et diffuse principalement des clips de musique.
En outre, elle diffuse également les émissions radios filmées telles que « L'Happy Hour » de One FM. L'émission radiophonique « L'équipe du Matin » est elle aussi présente sous le nom « Les Clips du Matin » dans sa version télévisée. One TV diffuse également l'ensemble de ses productions événementielles. Enfin, en fin de soirée, elle diffuse chaque soir deux films ou téléfilms.
Les Swiss Music Awards 2016 ont été diffusés en tant que première émission en direct.

## Identité visuelle

Logo de One TV de 2016 à 2023
Logo de CARAC2 depuis 2023